# Natação no Campeonato Mundial de Esportes Aquáticos de 2013 - 50 m livre masculino

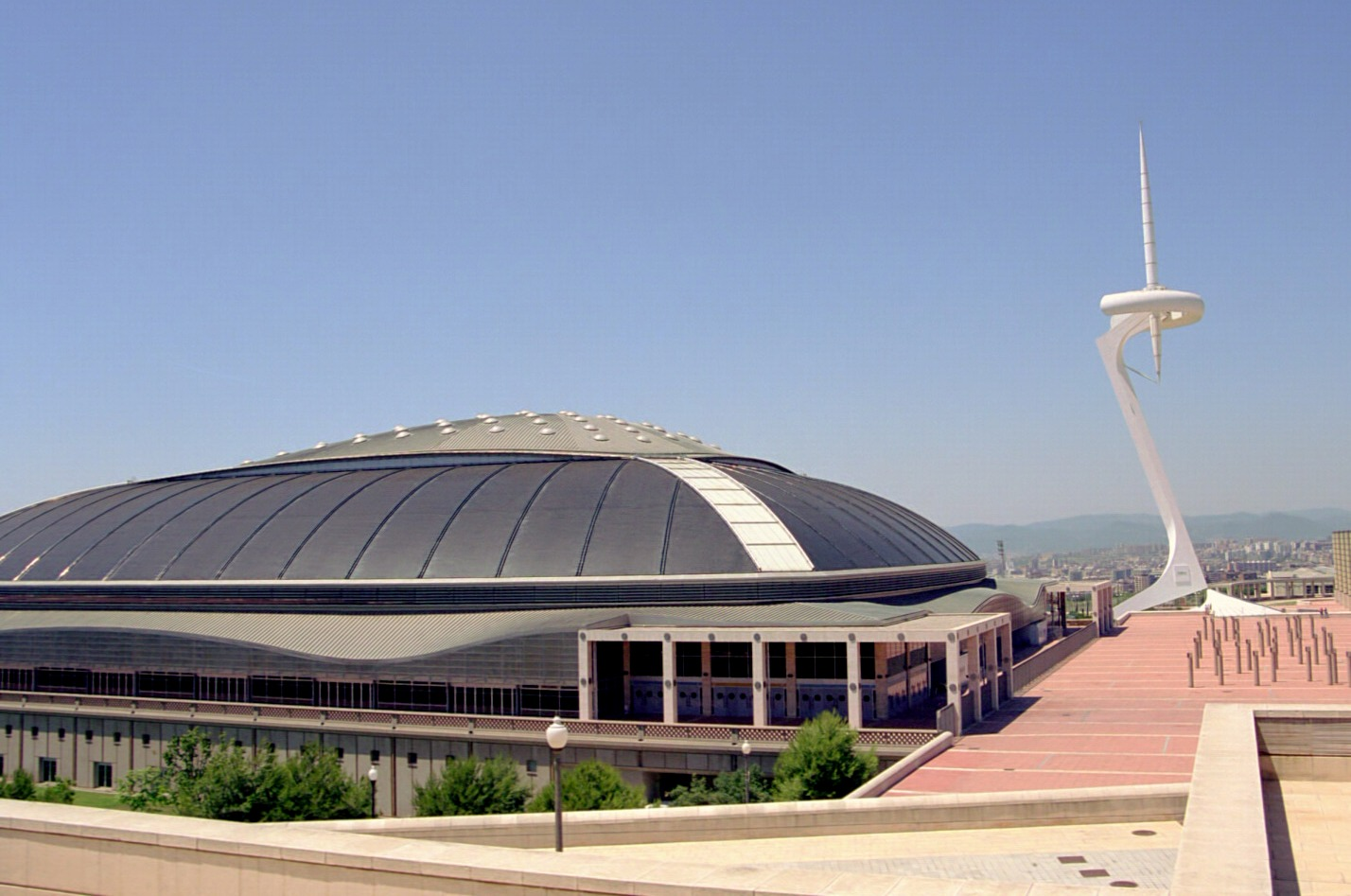
Palau Sant Jordi, Barcelona

A prova dos 50 metros livre masculino da natação no Campeonato Mundial de Esportes Aquáticos de 2013 ocorreu nos dias 2 de agosto e 3 de agosto no Palau Sant Jordi  em Barcelona.

## Recordes
Antes desta competição, os recordes mundiais e do campeonato nesta prova eram os seguintes:
| Tipo                  | Atleta      | Tempo | Local     | Data                   |
| --------------------- | ----------- | ----- | --------- | ---------------------- |
|                       | César Cielo | 20,91 | São Paulo | 18 de dezembro de 2009 |
| Recorde do campeonato | César Cielo | 21,08 | Roma      | 1 de agosto de 2009    |

## Medalhistas
| Ouro              | Prata                  | Bronze              |
| César Cielo (BRA) | Vladimir Morozov (RUS) | George Bovell (TRI) |

## Resultados

### Eliminatórias
Esses foram os resultados das eliminatórias. 
| Pos. | Bateria | Raia | Nadador             | Nacionalidade     | Tempo | Notas |
| ---- | ------- | ---- | ------------------- | ----------------- | ----- | ----- |
| 1    | 11      | 4    | Florent Manaudou    | França            | 21.72 | Q     |
| 2    | 11      | 5    | César Cielo         | Brasil            | 21.76 | Q     |
| 3    | 9       | 7    | Andriy Hovorov      | Ucrânia           | 21.80 | Q,    |
| 4    | 9       | 6    | Matthew Abood       | Austrália         | 21.84 | Q     |
| 5    | 10      | 5    | Anthony Ervin       | Estados Unidos    | 21.87 | Q     |
| 6    | 10      | 4    | Nathan Adrian       | Estados Unidos    | 21.88 | Q     |
| 7    | 9       | 5    | Vladimir Morozov    | Rússia            | 21.95 | Q     |
| 8    | 11      | 6    | Marcelo Chierighini | Brasil            | 22.01 | Q     |
| 8    | 11      | 7    | Krisztián Takács    | Hungria           | 22.01 | Q     |
| 10   | 10      | 7    | Shinri Shioura      | Japão             | 22.02 | Q,    |
| 11   | 9       | 4    | James Magnussen     | Austrália         | 22.04 | Q     |
| 11   | 9       | 3    | Roland Schoeman     | África do Sul     | 22.04 | Q     |
| 13   | 1       | 1    | Andrey Grechin      | Rússia            | 22.08 | Q     |
| 14   | 10      | 3    | George Bovell       | Trinidad e Tobago | 22.09 | Q     |
| 15   | 11      | 3    | Frédérick Bousquet  | França            | 22.11 | Q     |
| 16   | 10      | 8    | Norbert Trandafir   | Roménia           | 22.25 | Q     |
| 17   | 10      | 6    | Adam Brown          | Reino Unido       | 22.30 |       |
| 18   | 9       | 2    | Benjamin Proud      | Reino Unido       | 22.31 |       |
| 19   | 9       | 8    | Ari-Pekka Liukkonen | Finlândia         | 22.38 |       |
| 20   | 10      | 9    | Oussama Sahnoune    | Argélia           | 22.41 |       |

| Ver o restante da classificação | Ver o restante da classificação | Ver o restante da classificação | Ver o restante da classificação | Ver o restante da classificação | Ver o restante da classificação | Ver o restante da classificação |
| Pos.                            | Bateria                         | Raia                            | Nadador                         | Nacionalidade                   | Tempo                           | Notas                           |
| ------------------------------- | ------------------------------- | ------------------------------- | ------------------------------- | ------------------------------- | ------------------------------- | ------------------------------- |
| 21                              | 11                              | 2                               | Luca Dotto                      | Itália                          | 22.45                           |                                 |
| 22                              | 8                               | 7                               | Yang Jung-Doo                   | Coreia do Sul                   | 22.48                           | Recorde nacional                |
| 23                              | 10                              | 2                               | Marco Orsi                      | Itália                          | 22.61                           |                                 |
| 24                              | 11                              | 1                               | Kristian Golomeev               | Grécia                          | 22.62                           |                                 |
| 25                              | 9                               | 9                               | Christoph Fildebrandt           | Alemanha                        | 22.64                           |                                 |
| 26                              | 7                               | 5                               | Mindaugas Sadauskas             | Lituânia                        | 22.69                           |                                 |
| 27                              | 7                               | 6                               | Tomáš Plevko                    | Chéquia                         | 22.71                           | Recorde nacional                |
| 28                              | 10                              | 1                               | Kenta Ito                       | Japão                           | 22.77                           |                                 |
| 29                              | 11                              | 0                               | Hanser García                   | Cuba                            | 22.78                           |                                 |
| 29                              | 8                               | 4                               | Sebastiaan Verschuren           | Países Baixos                   | 22.78                           |                                 |
| 31                              | 8                               | 9                               | Boris Stojanović                | Sérvia                          | 22.81                           |                                 |
| 32                              | 7                               | 3                               | Pjotr Degtjarjov                | Estónia                         | 22.84                           |                                 |
| 33                              | 10                              | 0                               | Yoris Grandjean                 | Bélgica                         | 22.85                           |                                 |
| 34                              | 8                               | 5                               | Doğa Çelik                      | Turquia                         | 22.89                           |                                 |
| 35                              | 7                               | 7                               | Oliver Elliot                   | Chile                           | 22.90                           |                                 |
| 35                              | 7                               | 0                               | Geoffrey Cheah                  | Hong Kong                       | 22.90                           |                                 |
| 37                              | 9                               | 0                               | Roy-Allan Burch                 | Bermudas                        | 22.93                           |                                 |
| 38                              | 7                               | 2                               | Elvis Burrows                   | Bahamas                         | 22.98                           |                                 |
| 39                              | 8                               | 3                               | Christopher Manning             | Canadá                          | 22.99                           |                                 |
| 40                              | 8                               | 1                               | Federico Grabich                | Argentina                       | 23.00                           |                                 |
| 41                              | 7                               | 4                               | Alejandro Escudero              | México                          | 23.07                           |                                 |
| 42                              | 8                               | 6                               | Gabriel Melconian Alvez         | Uruguai                         | 23.11                           |                                 |
| 43                              | 8                               | 2                               | Barry Murphy                    | Irlanda                         | 23.13                           |                                 |
| 44                              | 7                               | 8                               | Triady Fauzi Sidiq              | Indonésia                       | 23.14                           |                                 |
| 45                              | 6                               | 6                               | Sean Gunn                       | Zimbabwe                        | 23.25                           | Recorde nacional                |
| 46                              | 8                               | 8                               | Mohammad Madwa                  | Kuwait                          | 23.34                           | Recorde nacional                |
| 47                              | 6                               | 7                               | Anthony Clark                   | Polinésia Francesa              | 23.47                           | Recorde nacional                |
| 47                              | 6                               | 8                               | Allan Gutiérrez Castro          | Honduras                        | 23.47                           |                                 |
| 49                              | 7                               | 1                               | Shehab Younis                   | Egito                           | 23.49                           |                                 |
| 50                              | 6                               | 9                               | Vahan Mkhitaryan                | Armênia                         | 23.58                           |                                 |
| 51                              | 11                              | 9                               | Lü Zhiwu                        | China                           | 23.64                           |                                 |
| 52                              | 1                               | 4                               | Bradley Vincent                 | Ilhas Maurícias                 | 23.82                           |                                 |
| 53                              | 6                               | 5                               | Arsham Mirzaei                  | Irão                            | 24.00                           |                                 |
| 54                              | 8                               | 0                               | Virdhawal Khade                 | Índia                           | 24.07                           |                                 |
| 55                              | 5                               | 5                               | Mehdi El Hazzaz                 | Marrocos                        | 24.10                           |                                 |
| 56                              | 6                               | 2                               | Matthew Zammit                  | Malta                           | 24.11                           |                                 |
| 57                              | 5                               | 3                               | Joshua Daniel                   | Santa Lúcia                     | 24.16                           |                                 |
| 58                              | 5                               | 6                               | Rodrigo Suriano                 | El Salvador                     | 24.32                           |                                 |
| 59                              | 2                               | 1                               | Mahfizur Rahman Sagor           | Bangladesh                      | 24.39                           |                                 |
| 60                              | 5                               | 8                               | Ahmad Attellesey                | Líbia                           | 24.45                           |                                 |
| 61                              | 6                               | 1                               | Davit Sikharulidze              | Geórgia                         | 24.49                           |                                 |
| 62                              | 6                               | 0                               | Sebastián Jahnsen Madico        | Peru                            | 24.54                           |                                 |
| 63                              | 6                               | 4                               | Lei Cheok Fong                  | Macau                           | 24.55                           |                                 |
| 64                              | 5                               | 2                               | Adrian Todd                     | Botswana                        | 24.65                           |                                 |
| 65                              | 7                               | 9                               | Kirill Vais                     | Quirguistão                     | 24.69                           |                                 |
| 66                              | 4                               | 4                               | Christopher Duenas              | Guam                            | 25.00                           |                                 |
| 67                              | 5                               | 7                               | Ahmed Al-Dulaimi                | Iraque                          | 25.32                           |                                 |
| 68                              | 5                               | 0                               | Niall Roberts                   | Guiana                          | 25.33                           |                                 |
| 69                              | 4                               | 3                               | Farhan Sultan                   | Bahrein                         | 25.39                           |                                 |
| 70                              | 4                               | 9                               | Kwaku Addo                      | Gana                            | 25.47                           |                                 |
| 71                              | 4                               | 5                               | Christian Nikles                | Brunei                          | 25.52                           |                                 |
| 72                              | 5                               | 9                               | Valdo Lourenco                  | Moçambique                      | 25.58                           |                                 |
| 73                              | 4                               | 1                               | Chris Regis                     | Granada                         | 25.61                           |                                 |
| 74                              | 4                               | 2                               | Hilal Hemed Hilal               | Tanzânia                        | 25.64                           |                                 |
| 75                              | 4                               | 6                               | Suleyman Atayev                 | Turquemenistão                  | 25.81                           |                                 |
| 76                              | 5                               | 4                               | Mohammad Abdo                   | Palestina                       | 25.85                           |                                 |
| 77                              | 1                               | 7                               | Derek Dainard                   | Estados Federados da Micronésia | 25.99                           |                                 |
| 78                              | 3                               | 5                               | J'Air Smith                     | Antígua e Barbuda               | 26.04                           |                                 |
| 79                              | 3                               | 5                               | Giordan Harris                  | Ilhas Marshall                  | 26.41                           |                                 |
| 79                              | 4                               | 8                               | Pierre Tano                     | Costa do Marfim                 | 26.41                           |                                 |
| 81                              | 2                               | 0                               | Ahmed Borhane                   | Djibuti                         | 26.92                           |                                 |
| 82                              | 3                               | 4                               | Folarin Ogunsola                | Gâmbia                          | 26.93                           |                                 |
| 83                              | 3                               | 3                               | Umarkhon Alizoda                | Tajiquistão                     | 27.14                           |                                 |
| 84                              | 3                               | 1                               | Patrick Rukundo                 | Ruanda                          | 27.27                           |                                 |
| 85                              | 9                               | 1                               | Hem Thon Ponleu                 | Camboja                         | 27.34                           |                                 |
| 86                              | 2                               | 3                               | Ibrahima Ela Camara             | Guiné                           | 27.46                           |                                 |
| 86                              | 3                               | 7                               | Soulasen Phommasen              | Laos                            | 27.46                           |                                 |
| 88                              | 3                               | 8                               | Robel Habte                     | Etiópia                         | 27.48                           |                                 |
| 89                              | 2                               | 9                               | Adnan Mohamed Muthasim          | Maldivas                        | 27.53                           |                                 |
| 90                              | 2                               | 5                               | Nikolas Sylvester               | São Vicente e Granadinas        | 28.25                           |                                 |
| 91                              | 4                               | 7                               | Osman Kamara                    | Serra Leoa                      | 28.30                           |                                 |
| 92                              | 3                               | 0                               | Shawn Dingilius                 | Palau                           | 28.38                           |                                 |
| 93                              | 4                               | 0                               | Arnold Kisulo                   | Uganda                          | 28.41                           |                                 |
| 94                              | 2                               | 2                               | Carmel Bavuna                   | Burundi                         | 28.42                           |                                 |
| 95                              | 3                               | 2                               | Miraj Prajapati                 | Nepal                           | 28.74                           |                                 |
| 96                              | 3                               | 9                               | Yousef Al-Nehmi                 | Iêmen                           | 28.75                           |                                 |
| 97                              | 2                               | 4                               | Abdelrahim Mohamed Abdelrahim   | Sudão                           | 28.78                           |                                 |
| 98                              | 2                               | 6                               | Wilfried Tevoedjre              | Benim                           | 29.00                           |                                 |
| 99                              | 2                               | 7                               | Moctar Albachir                 | Níger                           | 29.05                           |                                 |
| 100                             | 11                              | 8                               | Moise Ngondo                    | República Democrática do Congo  | 29.08                           |                                 |
| 101                             | 1                               | 2                               | Christian Nassif                | República Centro-Africana       | 29.79                           |                                 |
| 102                             | 1                               | 6                               | Emeric Kpegba                   | Togo                            | 30.54                           |                                 |
| 103                             | 1                               | 5                               | Tarnagda Hamadou                | Burquina Fasso                  | 31.10                           |                                 |
| 104                             | 1                               | 3                               | Boubou Togo                     | Mali                            | 31.78                           |                                 |
| 105                             | 2                               | 8                               | Kurt Oniange                    | República do Congo              | 33.15                           |                                 |
| 106                             | 5                               | 1                               | Yellow Yeiyah                   | Nigéria                         | 99.98                           | DSQ                             |
| 107                             | 6                               | 3                               | Omiros Zagkas                   | Chipre                          | 99.99                           | DNS                             |

### Semifinal
Esses foram os resultados das semifinais.
Semifinal 1
| Pos. | Raia | Nadador             | Nacionalidade     | Tempo | Notas            |
| ---- | ---- | ------------------- | ----------------- | ----- | ---------------- |
| 1    | 3    | Nathan Adrian       | Estados Unidos    | 21.60 | Q                |
| 1    | 4    | César Cielo         | Brasil            | 21.60 | Q                |
| 3    | 7    | Roland Schoeman     | África do Sul     | 21.67 | Q, =             |
| 4    | 1    | George Bovell       | Trinidad e Tobago | 21.74 | Q                |
| 5    | 6    | Marcelo Chierighini | Brasil            | 21.84 |                  |
| 6    | 5    | Matthew Abood       | Austrália         | 21.91 |                  |
| 7    | 8    | Norbert Trandafir   | Roménia           | 21.98 | Recorde nacional |
| 8    | 2    | Shinri Shioura      | Japão             | 22.04 |                  |

Semifinal 2
| Pos. | Raia | Nadador            | Nacionalidade  | Tempo | Notas |
| ---- | ---- | ------------------ | -------------- | ----- | ----- |
| 1    | 4    | Florent Manaudou   | França         | 21.37 | Q     |
| 2    | 3    | Anthony Ervin      | Estados Unidos | 21.42 | Q     |
| 3    | 8    | Frédérick Bousquet | França         | 21.62 | Q     |
| 4    | 6    | Vladimir Morozov   | Rússia         | 21.63 | Q,    |
| 5    | 7    | James Magnussen    | Austrália      | 21.79 |       |
| 6    | 5    | Andriy Hovorov     | Ucrânia        | 21.96 |       |
| 7    | 1    | Andrey Grechin     | Rússia         | 22.00 |       |
| 8    | 2    | Krisztián Takács   | Hungria        | 22.28 |       |

### Final
Esse foi o resultado da final. 
| Pos.              | Raia | Nadador            | Nacionalidade     | Tempo | Notas            |
| ----------------- | ---- | ------------------ | ----------------- | ----- | ---------------- |
| Medalha de ouro   | 6    | César Cielo        | Brasil            | 21.32 |                  |
| Medalha de prata  | 7    | Vladimir Morozov   | Rússia            | 21.47 | Recorde nacional |
| Medalha de bronze | 8    | George Bovell      | Trinidad e Tobago | 21.51 |                  |
| 4                 | 3    | Nathan Adrian      | Estados Unidos    | 21.60 |                  |
| 5                 | 4    | Florent Manaudou   | França            | 21.64 |                  |
| 6                 | 5    | Anthony Ervin      | Estados Unidos    | 21.65 |                  |
| 7                 | 1    | Roland Schoeman    | África do Sul     | 21.85 |                  |
| 8                 | 2    | Frédérick Bousquet | França            | 21.93 |                  |

Legenda
| Recorde mundial       | Recorde mundial (World record)               |                       | Recorde africano                      | Recorde africano (African) |                                           | Q | Classificado por posição (Qualified) |
| Recorde do campeonato | Recorde do campeonato (Championship record)  | Recorde da América    | Recorde da América (Americas)         | q                          | Classificado por melhor tempo (Qualified) |   |                                      |
| Melhor marca do ano   | Melhor marca do ano (World leading)          | Recorde asiático      | Recorde asiático (Asian)              | DNS                        | Não largou (Did not start)                |   |                                      |
| Recorde nacional      | Recorde nacional (National record)           | Recorde europeu       | Recorde europeu (European)            | DNF                        | Não terminou (Did not finish)             |   |                                      |
| Recorde pessoal       | Recorde pessoal do atleta (Personal best)    | Recorde da Oceania    | Recorde da Oceania (Oceania)          | DSQ / DQ                   | Desclassificado (Disqualified)            |   |                                      |
| Recorde da temporada  | Recorde da temporada do atleta (Season best) | Recorde sul-americano | Recorde sul-americano (South America) | NM                         | Sem marca (No mark)                       |   |                                      |